# Sonic 4, la película
Sonic 4, la película (título original en inglés: Sonic the Hedgehog 4) es una película de acción y aventura estadounidense basada en la serie de videojuegos publicada por Sega, dirigida por 
Se planea su estreno en Estados Unidos el 19 de marzo de 2027. 

## Reparto
- Ben Schwartz como Sonic.
- James Marsden como Tom Wachowski.
- Tika Sumpter como Maddie Wachowski.
- Idris Elba como Knuckles.
- Colleen O'Shaughnessey como Tails.
- Natasha Rothwell como Rachel.
- Adam Pally como Wade Whipple.
- Lee Madjoub como Agent Stone.
- Jim Carrey como Dr. Robotnik.
- Keanu Reeves como Shadow the Hedgehog. [2]